# Sociedad de Transporte Mendoza
Sociedad de Transporte Mendoza (STM) es una empresa estatal propiedad de la Provincia de Mendoza. Opera ocho líneas de autobuses, el Metrotranvía y un sistema de bicicletas públicas en el área del Gran Mendoza, además del servicio de trolebuses que funcionó hasta 2020.
La empresa fue fundada 14 de febrero de 1958 con la inauguración del primer recorrido de trolebuses, y actualmente está bajo la órbita de la Subsecretaría de Transporte de la Provincia de Mendoza.

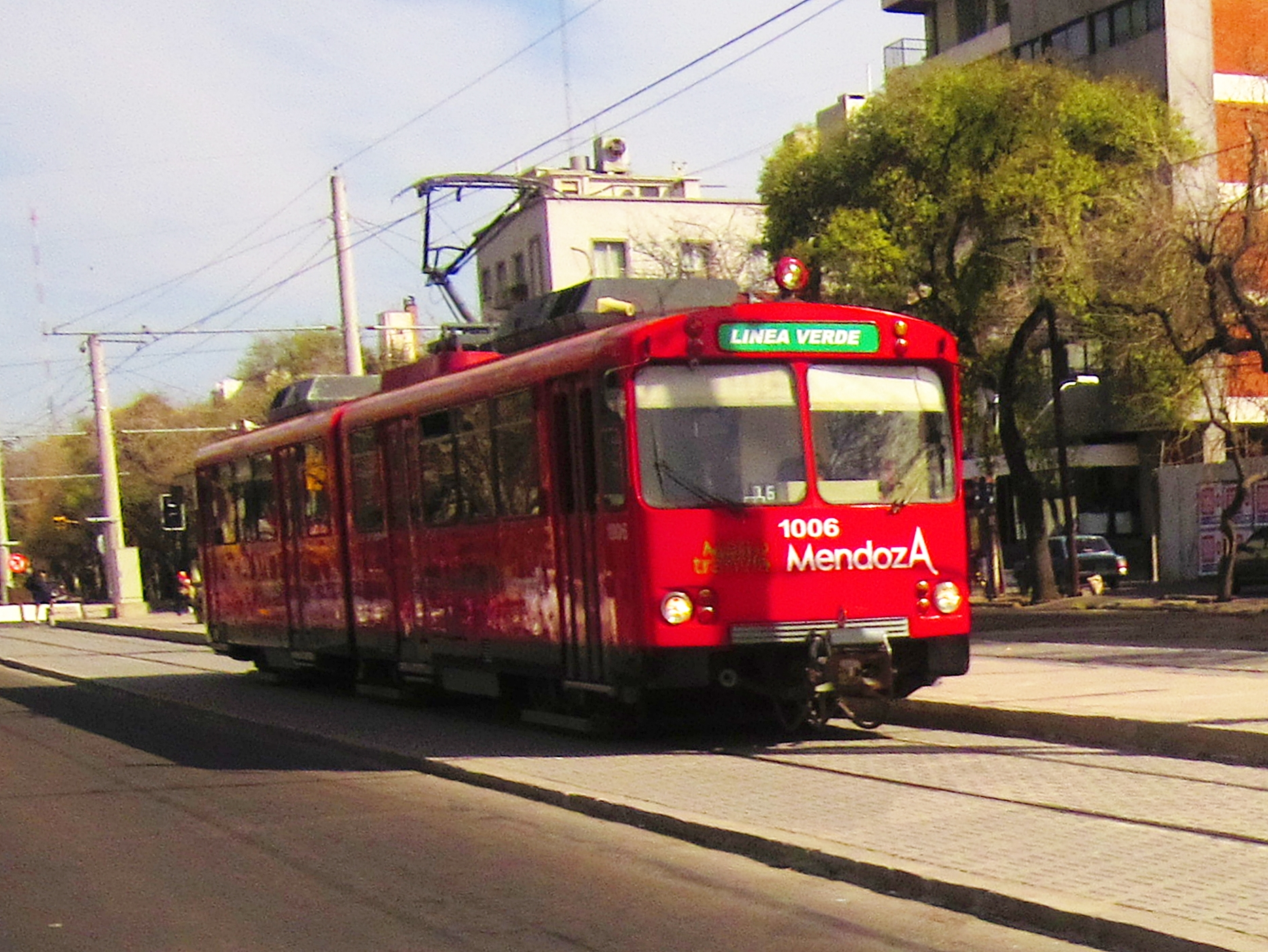
Metrotranvía Mendoza.

Su sede y taller principal se ubica en Av Perú y Carlos Pellegrini de la Ciudad de Mendoza. Hoy en día la flota es cercana a las 80 unidades, que se reparten en 8 líneas con una extensión de 45 kilómetros.
Por otra parte la empresa también tiene a su cargo el funcionamiento del Metrotranvía de Mendoza, inaugurado el 8 de octubre de 2012 y que posee un recorrido de 17 kilómetros y 21 paradores.

## Recorridos
Actualmente cuenta con ocho recorridos:
100: Gutiérrez - Panquehua (Metrotranvía)
101: Panquehua - Gutiérrez (Metrotranvía)
110: Godoy Cruz - Panquehua
120: Guaymallén - Parque San Martín (UNCuyo)
121: Guaymallén - Parque San Martín 
125: Barrio Soberanía - Terminal de Ómnibus (UNCuyo)
126: Barrio Soberanía - Terminal de Ómnibus
130: Parque Central - Sexta Sección  

## Actualidad
En la actualidad, la Sociedad de Transporte de Mendoza brinda servicios en los departamentos de Ciudad, Godoy Cruz, Las Heras, Guaymallen y Maipu, además, cuenta con una gran variedad de modelos y de carrocerías. Con la puesta en marcha del nuevo sistema de transporte Mendotran, la empresa recibió determinados recorridos considerados troncales y estratégicos para la movilidad urbana en el Gran Mendoza. 
También se incorporaron a su flota varios modelos eléctricos chinos de las marcas ByD y Zhong Tong, que prestan servicio mayormente en los recorridos 110 y 130, en reemplazo de los antiguos trolebuses que fueron sacados de circulación. 
También se están ejecutando obras para que el metrotranvía llegue a Lujan de Cuyo y al Aeropuerto Francisco Gabrielli.

## Mendotran
El 2 de enero de 2019, el Gobierno de la provincia de Mendoza puso en funcionamiento el nuevo sistema de transporte público llamado Mendotran. Con el mismo se pasó de un sistema de tipo radial, a uno donde los colectivos conectan las distintas áreas del Gran Mendoza sin pasar por el microcentro.

## Historia
En la mañana del 14 de febrero de 1958, un brillante trolebús Mercedes-Benz, partiendo desde Gutiérrez y 9 de Julio, comenzó a escribir una historia que continúa hoy, casi 6 décadas después, con recorridos que paulatinamente fueron incorporándose y que transportan diariamente a miles de mendocinos. Esta es la historia de la EPTM, iniciada por el entonces Interventor Federal en la provincia de Mendoza, Isidoro Busquets, quien dejaba inaugurado el servicio de Trolebuses en la provincia, en la actual línea Parque. Pronto nuevas líneas continuaron el camino iniciado por ella: éstas fueron Villanueva (13 km) y Dorrego (7,83km) ambas en 1962, mismo año del arribo de los recordados (e indestructibles) Nissan-Toshiba, que radiaron de servicio a los pioneros Mercedes-Benz.
Con estos tres servicios incorporando cada vez mayor número de pasajeros, en 1984 se incorporaron los coches ZIU Uritzky , más conocidos como los “rusos”. Fabricados en Engelsgrado, estos coches fueron adquiridos a cambio de vino vendido por la ex bodega provincial Giol (hoy FECOVITA) en 1984 a la Unión Soviética. Se adquirieron 17 unidades, aunque una resultó totalmente destruida por un incendio en 1988. Casualmente ese mismo año se adquirieron 78 unidades de uno de los más recordados trolebuses que haya utilizado la EPTM: los Krupp-Essen TS Solingen (los “alemanes”). Provenientes del municipio de Solingen, en Alemania, se convirtieron en leyenda por su calidad, eficiencia y durabilidad. Uno de ellos recientemente regresó a su tierra natal para ser restaurado íntegramente.
Retornando a las líneas, la siguiente fue la extensión hacia el barrio San Martín (actualmente llamada línea Pellegrini) en 1989. Luego hubo que esperar muchos años para asistir al estreno de una nueva línea, ya que recién en 2004 pudimos comenzar a disfrutar de Godoy Cruz-Las Heras, la línea más extensa (34,3 km ) y de mayor caudal de pasajeros. La entrada en servicio de la línea electrificada retiró de servicio los ómnibus que realizaban el mismo recorrido (Línea T).
Un año después, llegaba la esperada línea Universidad: fue inaugurada el 14 de octubre de 2005
Algunos años más tarde, en diciembre de 2008, comenzaron a circular los recién llegados trolebuses canadienses New Flyer, que aportaron aire fresco a la flota de la EPTM. Destacan por su suavidad de marcha, fruto de su suspensión neumática; un interior luminoso y de gran calidad de terminación;  como también una gran mejoría en la comodidad de los conductores, gracias a sus asientos eléctricos de múltiple regulación y su columna de dirección ajustable.
Un gran hito marcó un punto de inflexión en la historia de la EPTM: la concreción del proyecto más ambicioso de la empresa: un trolebús de fabricación nacional, que pusiera fin a la complicada mantenimiento del material rodante, siempre de origen foráneo.
La última obra fue la extensión de 3,5km del recorrido de la línea Dorrego, estrenada el 4 de noviembre de 2013, con la presencia especial del primer Trolebús Mendocino. 